# Cricotopus brunnicans
Cricotopus brunnicans är en tvåvingeart som beskrevs av Walley 1928. Cricotopus brunnicans ingår i släktet Cricotopus och familjen fjädermyggor.
Artens utbredningsområde är Saskatchewan. Inga underarter finns listade i Catalogue of Life.